# Corytoplectus speciosus
Corytoplectus speciosus är en tvåhjärtbladig växtart som först beskrevs av Eduard Friedrich Poeppig, och fick sitt nu gällande namn av Wiehler. Corytoplectus speciosus ingår i släktet Corytoplectus och familjen Gesneriaceae.

## Underarter
Arten delas in i följande underarter:
- C. s. orbicularis
- C. s. speciosus

## Bildgalleri

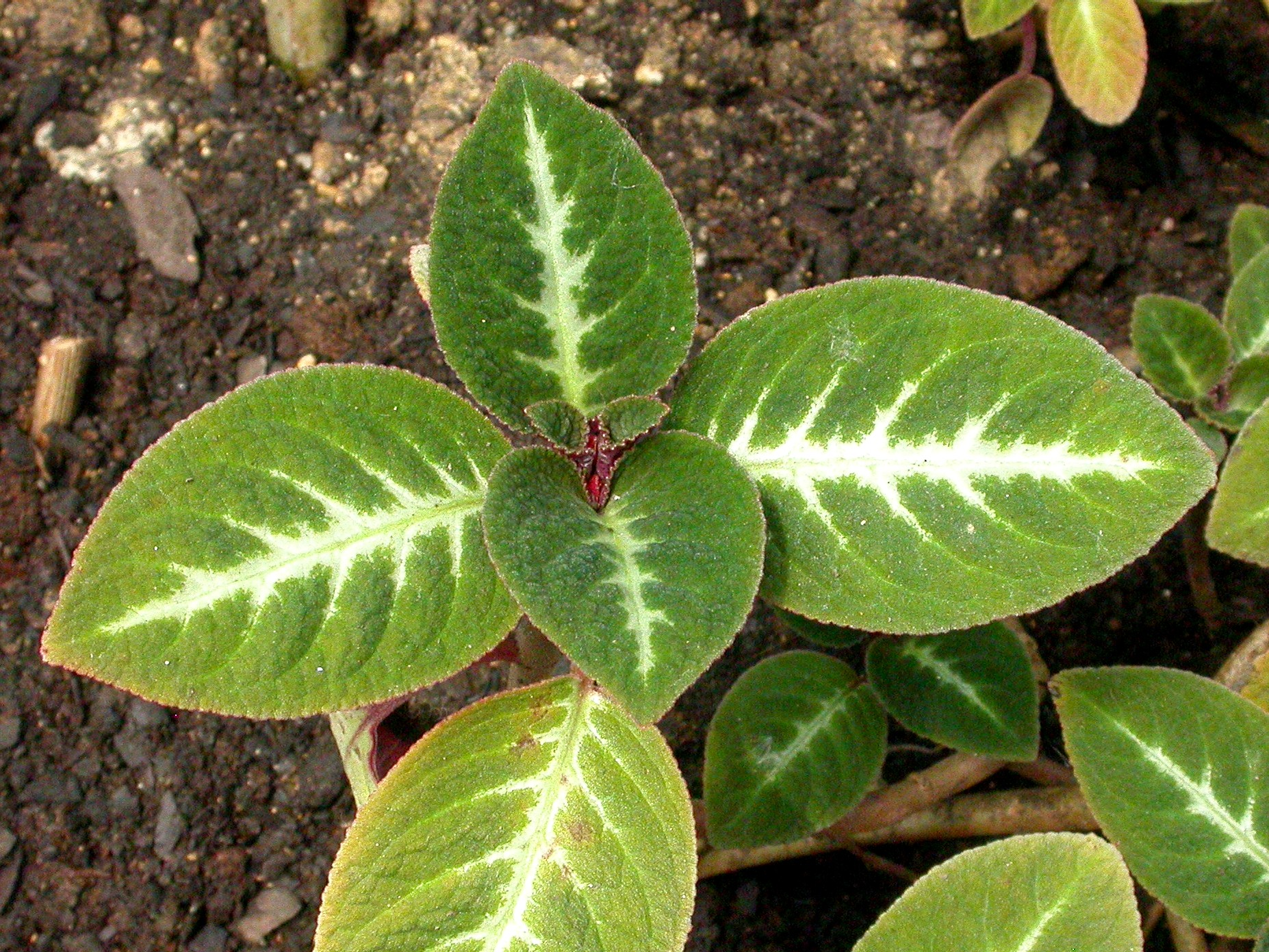